# Dichocrocis dehradunensis
Dichocrocis dehradunensis là một loài bướm đêm trong họ Crambidae.